# Héctor Manrique
Héctor Manrique (14 de enero de 1963, Madrid) es un actor, director, maestro y guionista de teatro, cine y televisión venezolano, nacido en España
Es director del Grupo Actoral 80, Institución teatral con más de 40 años de actividad ininterrumpida, que fuera fundada por el extraordinario actor, director, dramaturgo y maestro argentino Juan Carlos Gené.
Ha actuado en más de 50 obras teatrales y dirigido 40.
Es célebre por haber interpretado a Edmundo Chirinos en la adaptación al teatro del libro Sangre en el Diván, escrito por Ibéyise Pacheco.

## Carrera
Es el fundador y director del Grupo Actoral 80, creado en 1983. Ha participado como actor en telenovelas como La Mujer Perfecta de Leonardo Padrón y en películas como La Noche de las Dos Lunas en el 2018, Una Casa con Vista al Mar y Cyrano de Alberto Arvelo. Ha actuado y dirigido más de 40 obras teatrales.
También participó en el unitario Mi día de Suerte (RCTV, 1993), protegonizado por César "Nené" Quintana.
Ha ganado los más importantes premios de su país y con el Grupo Actoral 80, ha realizado más de 40 giras internacionales por EE. UU., España, Argentina, Colombia, Cuba, Puerto Rico, Chile, México, Brasil, Italia, Chile, Uruguay, Egipto. 
Teatro Actor:
| 1. PEDAZOS                                            | RICARDO LOMBARDI                                   | JUAN CARLOS GENE                 | 1.983  |
| 2. GOLPES A MI PUERTA                                 | JUAN CARLOS GENE                                   | JUAN CARLOS GENE                 | 1.984  |
| 3. ARDIANTE PACIANCIA                                 | ANTONIO SKARMETA                                   | JUAN CARLOS GENE                 | 1.985  |
| 4. HUMBOLT Y BOMPLANT                                 | IBSEN MARTINEZ                                     | ENRIQUE PORTE                    | 1.985  |
| 5. SUEÑO DE UNA NOCHE DE VERANO                       | WILLIANS SHAKESPEARE                               | RICARDO LOMBARDI                 | 1.986. |
| 6.MEMORIAL DEL CORDERO ASESINADO                      | JUAN CARLOS GENE                                   | JUAN CARLOS GENE                 | 1.986. |
| 7. CLIPPER                                            | ISAAC CHORON                                       | JUAN CARLOS GENE                 | 1.987. |
| 8.YEPETO                                              | ROBERTO COSSA                                      | RICARDO LOMBARDI                 | 1.988. |
| 9.ESPIRITUZ DE PAZ                                    | VERONICA ODDO                                      | JUAN CARLOS GENE                 | 1.988  |
| 10.EL CUARTO DE VERONICA                              | IRA LEVIN                                          | CARLOTA VIVAS                    | 1.989. |
| 11.DOÑA ELVIRA IMAGINATE EUSKADI                      | IGNACIO AMESTOY                                    | RICARDO LOMBARDI                 | 1.989  |
| 12.CURPO PRESENTE ENTRE LOSNARANJOS y LA HIERBA BUENA | FEDERICO GARCIA LORCA                              | JUAN CARLOS GENE                 | 1.990. |
| 13. LAS BICICLETAS SON PARA EL VERANO                 | FERNANDO FERNAN GOMEZ                              | RICARDO LOMBARDI                 | 1.990. |
| 14.EL ZOOLOGICO DE CRISTAL                            | TENNESSEE WILLIAMS                                 | JUAN CARLOS GENE                 | 1.991. |
| 15.LOS HOMBROS DE AMERICA                             | FAUSTO VERDIAL                                     | JOSE IGNACIO CABRUJAS            | 1.991  |
| 16. LA BALANDRA ISABEL LLEGO ESTA TARDE               | GUILLERMO MENESES                                  | JUAN CARLOS DE PETRE             | 1.991. |
| 17.RITTORNO A CORALLINA                               | JUAN CARLOS GENE                                   | JUAN CARLOS GENE                 | 1992.  |
| 18.LA PLUMA DEL ARCANGEL                              | ARTURO USLAR PIETRI                                | JUAN CARLOS GENE                 | 1.992. |
| 19. LA CONQUISTA DEL POLO SUR                         | MANFRED KARGE                                      | ALBERTO ISOLA                    | 1.993. |
| 20.RECORDANDO CON IRA                                 | JOHN OSBORNE                                       | RICARDO LOMBARDI                 | 1.994. |
| 21 TODOS LOS HOMBRES SON MORTALES                     | FAUSTO VERDIAL                                     | FAUSTO VERDIAL                   | 1.994  |
| 22. LOS OJOS DEL DIA                                  | LUIS AGUSTONI                                      | GLADYS PRINCE Y HECTOR MANRIQUE  | 1.994. |
| 23.LA MALDICON DE LA CLASE HAMBRIENTA                 | SAN SHEPPAR                                        | ENRIQUE PORTE Y SANTIAGO SANCHEZ | 1.990  |
| 24. KEAN                                              | JEAN-PAUL SARTRE                                   | BASILIO ALVAREZ                  | 1.997. |
| 25. ESPERANDO A GODOT                                 | SAMUEL BECKETT                                     | HÉCTOR MANRIQUE                  | 1.997  |
| 26. ART                                               | YASMINA REZA                                       | HECTOR MANRIQUE                  | 1.999  |
| 27. PICASSO EN LA LIEBRE VELOZ                        | STEVE MARTIN                                       | HÉCTOR MANRIQUE                  | 2.003  |
| 28. CARTAS DE AMOR                                    | A.R. GOURNEY                                       | MIRIAM DEMBO                     | 2.003  |
| 29. LA CENA DE LOS IDIOTAS                            | FRANCIS VEBER                                      | HECTOR MANRIQUE                  | 2.004  |
| 30. EL DÍA QUE ME QUIERAS                             | JOSÉ IGNACIO CABRUJAS                              | JUAN CARLOS GENÉ                 | 2.005. |
| 31. LA REVOLUCIÓN                                     | ISAAC CHOCRÓN                                      | BASILIO ÁLVAREZ HÉCTOR MANRIQUE  | 2.006. |
| 32. ACTO CULTURAL                                     | JOSÉ IGNACIO CABRUJAS                              | HÉCTOR MANRIQUE                  | 2.011  |
| 33. BARAKA                                            | MARÍA GOSS                                         | HÉCTOR MANRIQUE                  | 2.011  |
| 34. UNA LLUVIA CONSTANTE                              | KEITH HUFF                                         | HÉCTOR MANRIQUE                  | 2.012  |
| 35. EL MATRIMONIO DE BETTE Y BOO                      | CRISTHOFER DURANG                                  | HÉCTOR MANRIQUE                  | 2.012  |
| 36. SANGRE EN EL DIVÁN                                | VERSIÓN TEATRAL DE HM DEL LIBRO DE IBEYISE PACHECO | HÉCTOR MANRIQUE PEDRO BORGO      | 2.014  |
| 37. TERROR                                            | FERDINAND VON SCHIRACH                             | HÉCTOR MANRIQUE                  | 2.016  |
| 38. LA FOTO                                           | GUSTAVO OTT                                        | HÉCTOR MANRIQUE                  | 2.017  |
| 39. TODAS LAS PELÍCULAS HABLAN DE MÍ                  | GUSTAVO OTT                                        | HÉCTOR MANRIQUE                  | 2.018  |
| 40. EL VESTIDOR                                       |                                                    | HÉCTOR MANRIQUE                  | 2.018  |
| 41. MÍ ÚLTIMO DELIRIO                                 | HÉCTOR MANRIQUE, PEDRO BORGO, PILAR ARTEAGA        | PEDRO BORGO                      | 2.022  |
| 42. JUGADORES                                         | PAU MIRÓ                                           | ANGÉLICA ARTEAGA                 | 2.023  |

Teatro Director
| OBRA                                                      | AUTOR                             | AÑO    |  |
| 1. DOS Y UN TERCIO                                        | HECTOR MANRIQUE                   | 1.990. |  |
| 2. LOS OJOS DEL DIA                                       | LUIS AGUSTONI                     | 1.994  |  |
| 3. EL MATRIMONIO DE BETTE Y BOO                           | CHIRTOPHER DURANG                 | 1.995  |  |
| 4. DOMINGO A LA PUTTANESCA                                | BASILIO ALVAREZ                   | 1.996. |  |
| 5. ESPERADO A GODOT                                       | SAMUEL BEKETT                     | 1.996' |  |
| 6. HUMBOLDT Y BONPLAND                                    | IBSEN MARTÍNEZ                    | 1.998  |  |
| 7. ARDIENTE PACIENCIA                                     | ANTONIO SKARMETA                  | 1.998  |  |
| 8. EL INSÓLITO VIAJE DE LOS INOCENTES                     | CESAR RENGIFO                     | 1.999  |  |
| 9. ART                                                    | YASMINA REZA                      | 1.999  |  |
| 10. EL AMERICANO ILUSTRADO                                | JOSÉ IGNACIO CABRUJAS             | 2.000  |  |
| 11. MONÓLOGOS DE LA VAGINA                                | EVE ENSLER                        | 2.001  |  |
| 12. DÓNDE ESTÁ EL AUTOE?                                  | LUIGUI PIRANDELLO                 | 2.001  |  |
| 13. LOS HOMBROS DE AMÉRICA                                | FAUSTO VERDIAL                    | 2.002  |  |
| 14. CRIATURAS                                             |                                   | 2.003  |  |
| 15. PICASSO EN LA LIEBRE VELOZ                            | STEVE MARTIN                      | 2.003  |  |
| 16. NO SERE FELIZ, PERO TENGO MARIDO                      | VIVIANA GÓMEZ                     | 2.004  |  |
| 17. LA CENA DE LOS IDIOTAS                                | FRANCIS VEBER                     | 2.004  |  |
| 18. SE QUIEREN?                                           |                                   |        |  |
| 19. CONFESIONES DE MUJERES DE 30                          | DOMINGO DE OLIVEIRAS              | 2.005  |  |
| 20. COPENHAGUE                                            | MICHAEL FRAYN                     | 2.005  |  |
| 21. LA REVOLUCIÓN                                         | ISAAC CHOCRÓN                     | 2.006  |  |
| 22. FINAL DE PARTIDA                                      | SAMUEL BECKETT                    | 2.007  |  |
| 23. TODOS LOS HOMBRES SON MORTALES… Y LAS MUJERES TAMBIÉN | FAUSTO VERDIAL                    | 2.008  |  |
| 24. AL PIE DEL TÁMESIS                                    | MARIO VARGAS LLOSA                | 2.008  |  |
| 25. QUIÉN NECESITA QUÉ?                                   | DARÍO FO Y FRANCA RAME            | 2.009  |  |
| 26. UN DIOS SALVAJE                                       | YASMINA REZA                      | 2.011  |  |
| 27. ACTO CULTURAL                                         | JOSÉ IGNACIO CABRUJAS             | 2.011  |  |
| 28. GORDA                                                 | NEIL LABUTE                       | 2.011  |  |
| 29. PETROLEROS SUICIDAS                                   | IBSEN MARTÍNEZ                    | 2.011  |  |
| 30. UNA LLUVIA CONSTANTE                                  | KEITH HUFF                        | 2.012  |  |
| 31. PROFUNDO                                              | JOSÉ IGNACIO CABRUJAS             | 2.013  |  |
| 32. 5 MUJERES CON EL MISMO VESTIDO                        | ALAN BALL                         | 2.013  |  |
| 33. FRESA Y CHOCOLATE                                     | SENEL PAZ                         | 2.014  |  |
| 34. SANGRE EN EL DIVÁN                                    | HÉCTOR MANRIQUE - IBEYISE PACHECO | 2.014  |  |
| 35. MARIDOS Y ESPOSAS                                     | WOODY ALLEN                       | 2.015  |  |
| 36. TERROR                                                | FERDINAND VON SCHIRACH            | 2.016  |  |
| 37. LA FOTO                                               | GUSTAVO OTT                       | 2.017  |  |
| 38. EL VESTIDOR                                           | RONALD HARWOOD                    | 2.020  |  |
| 39. TODAS LAS PELÍCULAS HABLAN DE MÍ                      | GUSTAVO OTT                       | 2.021  |  |
| 40. ALGUIEN VA A VENIR                                    | JON FOSSE                         | 2.024  |  |

RECONOCIMIENTOS RECIBIDOS
1. PREMIO MUNICIPAL 1.995 POR  "EL MATRIMONIO DE BETTE Y BOO" MEJOR OBRA DEL AÑO

2. NOMINACION PREMIO NACIONAL DEL ARTISTA AÑO 1.995. MEJOR DIRECTOR

3. NOMINACION PREMIO CRITVEN MEJOR ACTOR AÑO 1.988.
4. PREMIO " Marco Antonio Ettedgui" AÑO 1.997. OTORGADO POR LA FUNDACION RAJATABLA A LA TRAYECTORIA

5. PREMIO "Nacional del Artista" !.997  MEJOR DIRECTOR  por la obra ESPERANDO A GODOT. Este premio lo otorga el CONAC  junto con LA CASA DEL ARTISTA.

6. PREMIO “MUNICIPAL” 1.997. MEJOR DIRECTOR por la obra ESPERANDO A GODOT

7. ORDEN AL MERITO AL TRABAJO EN SU TERCERA CLASE--MINISTERIO DEL TRABAJO 1.997

8. ORDEN ANDRES BELLO EN CLASE  BRONCE 1.998.

9. PREMIO MUNICIPAL “MEJOR PRODUCCIÓN ”  por COPENHAGUE. 2.006.

10. PREMIO MINISTERIO DE CULTURA 2.007. POR “EL DÍA QUE ME QUIERAS”

11. PREMIO EL UNIVERSO DEL ESPECTÁCULO 2.008 “Mejor Director” por Petroleros Suicidas

12. PREMIO “MANUEL TRUJILLO DURÁN” Mejor Actor por Larga Distancia.

13. PREMIO “MARA DE ORO” Mejor Actor de TV por La Vida Entera.

14. PREMIO “AVENCRIT” 2.015 Mejor Actor por Sangre en el Diván

15. PREMIO “FUNDACION ISAAC CHOCRÓN” 2.015 Mejor Actor por Sangre en el Diván.

16. PREMIO “FUNDACION ISAAC CHOCRÓN” 2.015 Mejor Producción por Sangre en el Diván